# Big Mamma (entreprise)
Pour les articles homonymes, voir Big Mamma (homonymie).
Big Mamma est une enseigne de restaurants française spécialisée dans la cuisine italienne et fondée en 2015 à Paris par les entrepreneurs Victor Lugger et Tigrane Seydoux.

## Historique
L'entreprise Big Mamma Group est créée en 2015 par les entrepreneurs Victor Lugger et Tigrane Seydoux, qui se sont rencontrés à HEC Paris, avec l'aide d'investisseurs privés dont Xavier Niel et Stéphane Courbit,.
Le concept voit l'ouverture de sept restaurants en trois ans. Du fait de l'absence de système de réservation, de longues queues de clients se forment à l'extérieur des restaurants et les distinguent ainsi des autres enseignes de restauration,.
En 2018, le groupe s'installe sur le campus Station F créé par Xavier Niel : son restaurant La Felicità y occupe 4 500 m2 de surface pour 7 points de restauration différents, dont une cafétéria ouverte en continu. À l'époque, le groupe vend près de 8 000 couverts par jour, contre 4000 l'année d'avant.
En février 2019, le groupe s'exporte à l'étranger, avec l'ouverture de deux restaurants à Londres et importe directement des produits de 180 producteurs italiens. Il emploie alors autour de 1 000 employés à Paris. L'année d'après, Big Mamma lance Napoli Gang, un service de livraison en ligne de plats italiens ayant le statut d'entreprise à mission, né des expérimentations menées pendant le confinement. Big Mamma figure alors parmi les meilleures chaînes de pizzerias artisanales européennes selon le classement du guide italien 50 Top Pizza, basé sur des évaluations anonymes.
En 2022, le groupe compte 2 000 employés. En 2023, le fonds d'investissement britannique McWin Capital Partners rentre au capital du groupe Big Mama et en  devient l’actionnaire majoritaire. Les cofondateurs conservent leurs fonctions de co-directeurs généraux ainsi qu'une participation minoritaire, tandis que les investisseurs historiques, dont Xavier Niel et Stéphane Courbit, cèdent leurs parts. 

## Activités
Les restaurants Big Mamma basent leur concept de vente  en mettant en avant l'origine artisanale de leurs fournisseurs italiens, des produits fait maison, une spécialisation dans les pizzas napolitaines et les pâtes à la truffe et une attention portée sur le design des lieux,. Le personnel est majoritairement italien. Le groupe exploite 28 restaurants en Europe, répartis en France, Belgique, Allemagne, Espagne, Monaco, Royaume-Uni et Italie, dont La Felicità à Paris,. Il est certifié B-Corp. Dans le paysage français de la restauration, le succès de l'entreprise suscite de l'hostilité ; certains la rapprochent à une initiative marketing « sans âme ». Plusieurs ouvrages ont été publiés sous le nom de Big Mamma aux éditions Phaidon et Marabout.

## Distinction
En novembre 2017, les deux fondateurs Victor Lugger et Tigrane Seydoux reçoivent le prix des « entrepreneurs de l'année » décerné par le guide gastronomique Gault et Millau.